# Victor Loche
Victor Loche (1806 - 1863) foi um soldado e naturalista francês
Foi autor de Histoire naturelle des mammifères de l'Algérie (1867) e Histoire naturelle des Oiseaux de l'Algérie (1867). Loche foi o primeiro a identificar o gato-do-deserto (Felis margarita) aquando de explorações ao norte do Sahara.